# Кудайбергенов, Саркыт Елекенович
Саркыт Елекенович Кудайбергенов (род. 20.5.1951, а. Каргалы Уржарского района Восточно-Казахстанской области) — казахстанский ученый, признанный в мире специалист в области физической химии полимеров, доктор химических наук (1991), профессор (1994). Является обладателем следующих наград: лауреат Государственной премии КазССР в области науки и техники (1987 г.), лауреат премии «Парасат», как наиболее публикуемый и цитируемый казахстанский автор за рубежом (2010 г.), лауреат премии имени К.И. Сатпаева «За лучшее научное исследование в области естественных наук" (2019 г.), награжден нагрудным знаком МОН РК «За заслуги в развитии науки Республики Казахстан» (2012 г.), юбилейной медалью «85 лет КазНИТУ им. К.И. Сатпаева» (2019 г.), обладатель Государственной научной стипендии для учёных и специалистов, внёсших выдающийся вклад в развитие науки и техники (2020 г.).
Его научное направление связано с разработкой и внедрением полимеров специального назначения в нефтяной отрасли, нефтехимии, катализе, нанотехнологии, биотехнологии, медицине, для охраны окружающей среды. Единолично и в соавторстве опубликовал 19 монографий на русском, польском и английском языках, имеет более 400 научных публикаций, в том числе 20 обзорных статей, 11 глав книг и 145 научных статей, опубликованных на английском языке в международных реферируемых журналах с высоким импакт-фактором. В 2002 г. опубликовал в США единоличную фундаментальную монографию “Polyampholyets: Synthesis, Characterization and Application” в престижном издательстве «Kluwer Academic/Plenum Publishers». В 2021 г. опубликовал единоличную монографию на английском языке «Polyampholytes: Past, Present, Perspectives» в казахстанском издательстве «Центр Оперативной Полиграфии». Согласно базе данных «Web of Science, Clarivate Analytics» Кудайбергенов С.Е. занимает лидирующую позицию в мире по числу публикаций по направлению «Полиамфолиты». Общая цитируемость его работ в мировом рейтинге составляет 1880 ссылок, а ежегодный индекс цитирования в среднем достигает до 150 ссылок. Его наукометрический показатель – Индекс Хирша по базе данных Scopus и Web of Science равен 21.
Под его руководством защищены 1 докторская, 9 кандидатских и 3 PhD диссертаций. В 1995 г. прошел 3-х месячную стажировку в Национальном научном фонде США. В качестве приглашенного профессора читал лекции в Университете Хаджеттепе (Турция, 1996) и Университете Васеда (Япония, 1998). В 2002-2003 гг. читал лекции в Институте науки и технологии Квангжу (Южная Корея) и подготовил 3 магистров наук из Университета Монпелье (Франция) и Университета Сеул. Член диссертационного совета КазНУ им. аль-Фараби по наноматериалам и нанотехнологии (2013-2021 гг.). Председатель диссертационного совета КазНИТУ имени К.И. Сатпаева по специальности «химическая технология органических веществ» (2019-2021 гг.). Член редколлегии журналов «Узбекский полимерный журнал», «Вестник Карагандинского университета, Серия химическая», «Евразийский химико-технологический журнал», гостевой редактор (guest editor) специального выпуска "Advanced Technologies in Polymer-Protected and Gel-Immobilized Nanocomposites", член Международных Оргкомитетов IUPAC (ИЮПАК) “MacroMolecular Complexes (MMC)” и “Macro- and Supramolecular Architectures and Materials” (MAM).
В 2011-2014 гг. в рамках Международного гранта НАТО «Наука для мира и безопасности» руководил международным проектом «Устойчивый менеджмент токсичных загрязнителей в Центральной Азии: от региональной модели экосистемы до безопасности окружающей среды». В 2012-2015 гг. руководил проектом коммерциализации «Разработка и внедрение технологии полимерного заводнения для увеличения нефтеотдачи пластов» и в 2015-2017 гг. довел до опытно-промышленных испытаний на месторождении «Кумколь». Руководитель 7 проектов, финансируемых по гранту МОН РК (2009-2022 гг.). Помимо этого, проф. Кудайбергенов являлся соруководителем двух совместных проектов между РК и КНР (2015-2016, 2018-2019 гг.), а в настоящее время он является участником Международного проекта Европейского Союза «Горизонт-2020» (2019-2022 гг.). В 2002-2019 гг. ученый организовал в различных регионах Казахстана восемь Международных конференций и симпозиумов, посвященных полимерам специального назначения.
В годы независимости Республики Казахстан, в 1999 году проф. Кудайбергенов С.Е. организовал и возглавил частное учреждение «Институт полимерных материалов и технологий» (ЧУ ИПМТ) (www.ipmt.kz), которое вносит свой посильный вклад в развитие науки Казахстана, обеспечивая подготовку молодых научных кадров и создавая им рабочие места.
Сведения о научно-педагогической деятельности Кудайбергенова С.Е. опубликованы в энциклопедии «Алматы» (1996, с.188), справочнике «Кто есть кто в казахстанской науке» (1999, с. 493), а также в таких изданиях, как «Қазақ Энциклопедиясы» (2005, т. 6, с.93), «Жүзден жүйрік, мыңнан тұлпар» (изд. КазНУ, 2009), «Нефть и Газ» (2011, №3, с. 145), «История Казахстана: преподавание в школе» (2011, №5, с. 38-40), «Macromolecular Chemistry and Physics” (2011, v.212, Issue 10, p. 1086-1087), «Наша Элита» (изд. «Қазақ университеті», 2014, т.2. с 298-299), Polymers for Advanced Technologies (2020, DOI: 10.1002/pat.5156), Вестник КазНУ, Серия химическая, 2021, №1, с.50-58, Вестник Карагандинского университета, Серия химическая, 2021, №2 (102), с. 4-7.